# Euchlanis forcipata
Euchlanis forcipata is een raderdiertjessoort uit de familie Euchlanidae. De wetenschappelijke naam van deze soort is voor het eerst geldig gepubliceerd in 1962 door Russell.